# 田爾耕
田爾耕（？—1629年），任丘（今屬河北）人，明朝政治人物。

## 生平
以祖蔭累官至左都督。為人狡黠陰毒，與魏良卿交深，依附閹黨魏忠賢。天啟四年（1624年）， 代替駱思恭掌錦衣衛。與許顯純、崔應元、楊寰、孫雲鶴同為魏忠賢爪牙，號稱「五彪」。屢興大獄，將東林黨人一網打盡，時人稱「大兒田爾耕」。
田爾耕誣夏之令貪贓，烹殺之。對楊漣、左光斗等東林黨六君子，每五日一次拷打逼供。
崇禎元年（1629年），閹黨被整肅，田尔耕與許顯純一同伏誅，抄家。

## 家族
祖父田樂为兵部尚書。

## 延伸阅读
[在维基数据编辑]
 《明史卷三百〇六》，出自《明史》